# تشيستر إتش ويست
تشيستر إتش ويست (بالإنجليزية: Chester Howard West)‏ هو عسكري أمريكي، ولد في 3 يناير 1888 في فورت كولنز في الولايات المتحدة، وتوفي في 20 مايو 1935 في غاليبوليس في الولايات المتحدة.